# 瓦納克斯

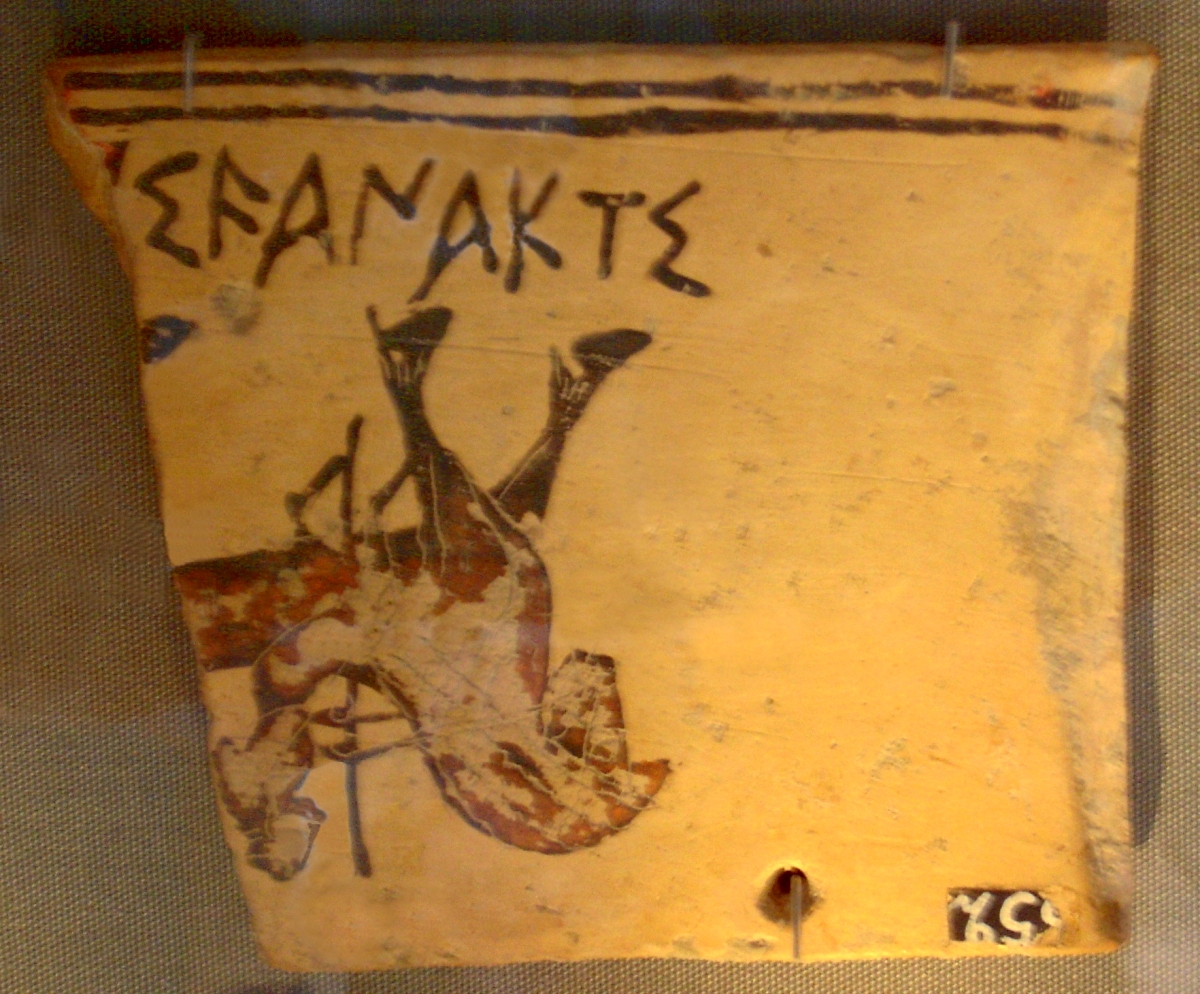
古風時代陶器銘文 [...]Ι ϜΑΝΑΚΤΙ（[...]i wanakti, "to the king"）與一位騎馬持長矛的戰士像（此處上下顛倒）

瓦納克斯（方言拼寫  ）是古希臘語中表示「王」的詞彙之一，但字面含義更偏向於「部落酋長、戰士首領」，自邁錫尼希臘語便已開始使用。荷馬史詩中以此詞指阿加曼農與普里阿摩斯，即希臘與特洛伊兩軍的首領。除此之外，邁錫尼希臘語中有另一個表示首領的詞即巴西琉斯，在荷馬史詩中只表示瓦納克斯的部下。但巴西琉斯在希臘歷史中頻繁作爲「王」的對應詞使用，而瓦納克斯則在古風時期開始已不再使用。

## 語源
古希臘語 wánax 的詞根是 wánakt-，其主格經歷語音變化 wánakts → wánaks (wánax)，早期以伊奧尼亞希臘語爲代表的東部希臘語方言中 /w/ 音已不發音或書寫，而在部分其他方言中直至古典時期仍發這個音並寫成 （字母 ϝ 對應 /w/）。在現存最早以線性文字B書寫的邁錫尼希臘語中，瓦納克斯的寫法是 𐀷𐀙𐀏 。
此外瓦納克斯另有女性形「瓦納薩」（ἄνασσα，方言拼寫 ），其推導過程爲 wánakt- 加陰性結尾 -ja → wánaktja → wánassa，線性文字B寫法爲 𐀷𐀙𐀭 。

## 引用
1. ↑   in Liddell, Henry George; Scott, Robert (1940) A Greek–English Lexicon, revised and augmented throughout by Jones, Sir Henry Stuart, with the assistance of McKenzie, Roderick. Oxford: Clarendon Press. In the Perseus Digital Library, Tufts University.
2. ↑  ἄναξ （页面存档备份，存于）, In: Pape, Handwörterbuch der griechischen Sprache (1914).
3. ↑  . Palaeolexicon. Word study tool of ancient languages.   [2020-07-10]. （原始内容存档于2012-03-04）.
4. ↑  . Palaeolexicon. Word study tool of ancient languages.   [2020-07-10]. （原始内容存档于2012-03-04）.